# جالوت جی‌پی۷۰۰
جالوت جی‌پی۷۰۰ (Goliath GP۷۰۰) خودرویی است که در سال‌های ۱۹۵۰ تا ۱۹۵۷ GP۷۰۰۱۹۵۵ – ۱۹۵۷ GP۹۰۰
۱۹۵۱–۱۹۵۳ GP۷۰۰ Sportتولید شده‌است.
طراحی آن خودروهای موتور جلو-محور جلو بوده طول آن در حالت طبیعی ۴٬۰۵۰–۴٬۱۵۰ میلیمتر (۱۵۹–۱۶۳ اینچ)، عرض آن در حالت طبیعی ۱٬۶۳۰ میلیمتر (۶۴ اینچ)، ارتفاع آن در حالت طبیعی ۱٬۴۷۰ میلیمتر (۵۸ اینچ) و وزن آن در حالت طبیعی ۹۰۳ کیلوگرم (۱٬۹۹۱ پوند) است. سیستم جعبه‌دندهٔ آن به صورت دستی است.